# Contea di Boundary
La contea di Boundary (in inglese Boundary County) è una contea dello Stato dell'Idaho, negli Stati Uniti. La popolazione al censimento del 2000 era di 9 871 abitanti. Il capoluogo di contea è Bonners Ferry.

## Geografia fisica
La contea si trova all'estremo nord dello Stato, più in particolare all'estremo nord del saliente dell'Idaho, ed è circondata a est dal Montana, a nord dal Canada e a ovest dallo Stato di Washington. Il fiume principale è il Kootenai.

### Contee confinanti
- Distretto regionale di Central Kootenay (Columbia Britannica, Canada) - nord
- Contea di Lincoln (Montana) - est
- Contea di Bonner - sud
- Contea di Pend Oreille (Washington) - ovest

## Storia
La contea fu creata nel 1915. La contea è chiamata boundary poiché la parola in inglese significa "limite, confine" e in questo caso la contea confina con la regione canadese della Columbia Britannica e, più precisamente, con il Distretto regionale di Central Kootenay, ma non solo: anche con gli stati Montana e Washington a ovest ed est.

## Comuni

### Città
- Bonners Ferry
- Moyie Springs

### Comunità non incorporate
- Copeland
- Eastport
- Good Grief
- Naples
- Porthill
- Curley Creek